# Thelechoris rutenbergi
Espèce
Thelechoris rutenbergi est une espèce d'araignées mygalomorphes de la famille des Ischnothelidae.

## Distribution
Cette espèce est endémique de Madagascar.

## Description
La femelle holotype mesure 18 mm.
La carapace de la femelle holotype mesure 7,47 mm de long sur 7,20 mm.

## Étymologie
Cette espèce est nommée en l'honneur de Christian Rutenberg.

## Publication originale
- Karsch, 1881 : Spinnen. Reliquiae Rutenbergianae. Abhandlungen herausgegeben vom Naturwissenschaftlichen Verein zu Bremen, vol. 7, p. 191-197 (texte intégral).